# Ambre Ballenghien
Ambre Ballenghien (Brussel, 13 december 2000) is een Belgisch hockeyster.

## Levensloop
Ballenghien groeide op in een gezin met een Franse vader en een Congolese moeder. Ze was actief bij Léopold. In 2019 maakte ze de overstap naar Gantoise. Als speelster van deze club ontving ze in 2021 de Gouden Stick en in seizoen 2022-'23 was ze topschutter in de hoogste afdeling. Ook werd ze met Gantoise driemaal landskampioen (2021, 2022 en 2023).
Daarnaast maakte ze deel uit van het Belgisch hockeyteam, waarbij ze op 16-jarige leeftijd debuteerde. Met de Red Panthers nam ze onder meer deel aan de Europese kampioenschappen van 2019 en 2021. Op laatst genoemde editie behaalde ze brons. Tevens maakte ze deel uit van de nationale selectie voor het wereldkampioenschap van 2022.